# Breustian
Breustian ist ein Ortsteil der Gemeinde Jameln in der Samtgemeinde Elbtalaue im niedersächsischen Landkreis Lüchow-Dannenberg.

## Geographie
Der Ort liegt zweieinhalb Kilometer südwestlich von Jameln.

## Geschichte
Im Statistischen Handbuch für das Königreich Hannover sind für das Jahr 1848 zwölf Wohngebäude mit 71 Einwohnern belegt. Zu jener Zeit gehörte der Ort zum Amt Dannenberg.